# Isapòstol
Isapòstol (grec antic: ισαπόστολος, ‘igual als apòstols'; llatí: aequalis apostolis) era un dels títols ostentats pels emperadors romans d'Orient. En proclamar la seva paritat amb els apòstols de Crist, els emperadors es posaven al capdavant de l'Església, en una posició superior a la dels mateixos bisbes i patriarques, simples «successors dels apòstols», adquirint així el dret de convocar concilis i d'intervenir en darrera instància en les qüestions religioses.
La pràctica va ser inaugurada per Constantí I qui, fins i tot abans de ser batejat, va intervenir al Concili de Nicea de l'any 325. De fet, uns anys abans de traslladar la capital de Roma a Bizanci es feia anomenar «isapostòl» i «bisbe dels que es troben fora de l'Església».
A la ideologia imperial aquesta primacia de l'emperador sobre la religió era l'òbvia continuació de la tradició romana, en la qual l'emperador era el cap de la religió de l'Estat, en qualitat de pontífex màxim, a més de ser objecte de veneració, mitjançant el culte imperial, amb la possibilitat de ser divinitzat en morir.
Així, en la nova religió predominant, l'adopció d'aquest títol va ser un acte coherent amb la decisió constantiniana de donar suport al cristianisme, cada vegada més implantat, i a la declaració de religió oficial i exclusiva de l'Imperi. Per tant, la primacia imperial sobre l'Església es va fer necessària per mantenir el control d'un poder religiós que de fet legitimava el polític.

## Isapòstol en l'Església Ortodoxa

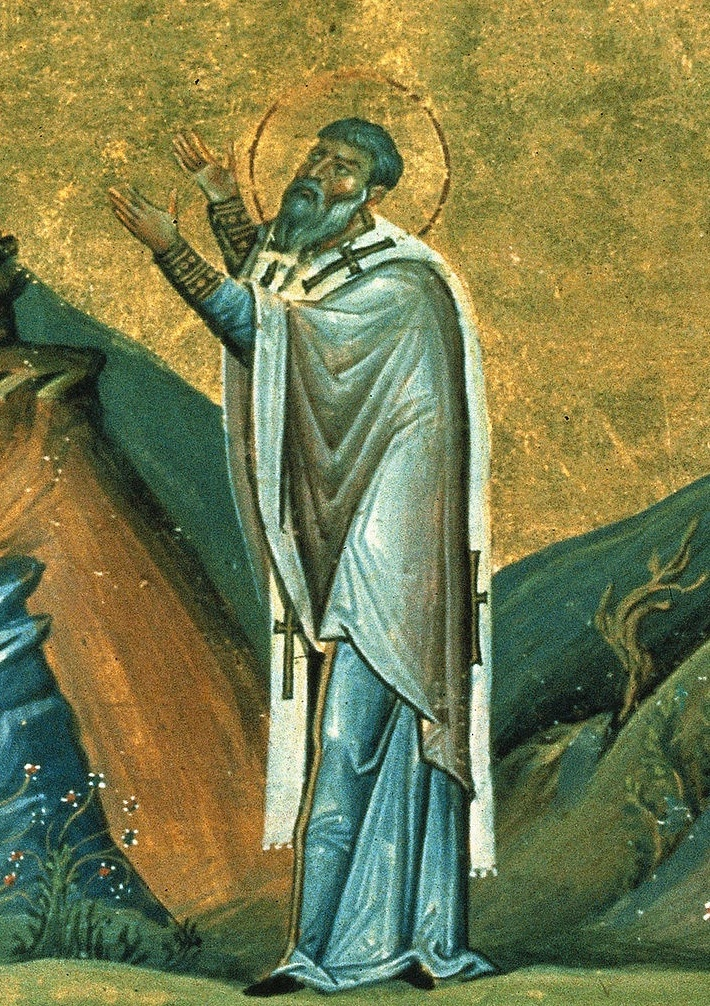
Aberci de Hieràpolis

Isapòstol és també un títol especial que dona l'Església Ortodoxa a determinades persones en reconeixement dels seus serveis en la predicació del cristianisme, i els consideren continuadors de la tasca evangelitzadora dels apòstols.
Algunes de les persones que s'han considerat isapòstols són:
- Maria Magdalena
- Focina, la dona samaritana (segle i)
- Tecla d'Iconi (segle i)
- Aberci de Hieràpolis (segle ii)
- Helena de Constantinoble (248-329)
- Nina de Geòrgia (296-338)
- Patrici d'Irlanda (segle v)
- Ciril i Metodi (segle ix)
- Borís I de Bulgària (mort l'any 907)
- Olga de Kíiv (890-969)
- Vladimir (ca. 956-1015)
- Esteve I d'Hongria (ca. 975-1038)
- Innocenci d'Alaska (1797-1879)